# Robert Mathis
Robert Nathan Mathis (Atlanta, 26 febbraio 1981) è un ex giocatore di football americano statunitense che ha militato nel ruolo di outside linebacker per tutta la carriera con gli Indianapolis Colts della National Football League (NFL). Fu scelto nel corso del quinto giro (138º assoluto) del Draft NFL 2003. Al college ha giocato a football alla Alabama A&M University.

## Carriera professionistica

### Indianapolis Colts
Mathis fu scelto dai Colts nel quinto giro del Draft 2003 e immediatamente divenne titolare nella sua stagione da rookie facendo registrare 20 tackle, 3,5 sack e 3 fumble forzati. Nella sua seconda stagione, Mathis incrementò i suoi numeri portandoli a 36 tackle, 10,5 sack e 6 fumble forzati malgrado l'aver disputato una sola gara come titolare. Nella sua terza stagione stabilì il record di franchigia dei Colts con 8 gare consecutive con almeno un sack, terminando con 54 tackle, 11,5 sack e 8 fumble forzati, malgrado avesse perso tre gare per infortunio.

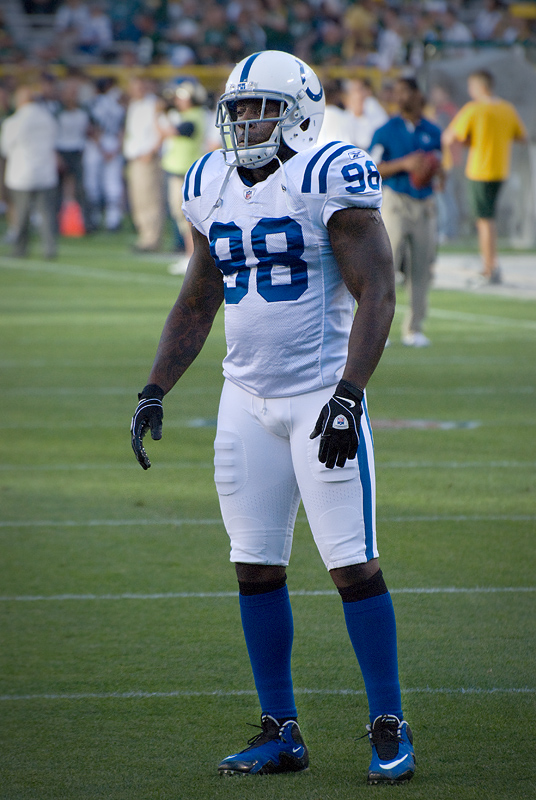
Mathis nel 2010

Dopo la stagione 2005, Robert Mathis firmò un nuovo contratto quinquennale coi Colts del valore complessivo di 30 milioni di dollari, rendendolo uno dei più pagati defensive end della lega. La stagione successiva, Mathis giocò per la prima volta in carriera tutte le gare come titolare, facendo registrare un primato in carriera di 65 tackle con 9,5 sack e 6 fumble forzati. Quell'anno, Mathis contribuì alla vittoria dei Colts sui Chicago Bears nel Super Bowl XLI laureandosi campione NFL.
Nel 2007, Mathis fece registrare 32 tackle, 7 sack e 4 fumble forzati in una stagione accordiata da un infortunio. L'anno successivo, grazie a 48 tackle, 11,5 sack e 5 fumble forzati fu convocato per il suo primo Pro Bowl, la prima di sei convocazioni consecutive.
Mathis totalizzò 9,5 sack nella stagione, la settimana stagione su nove di carriera che raggiunse almeno quella cifra. Al termine dell'annata divenne un unrestricted free agent ma decise di rifirmare con i Colts
Nel 2012, sotto la direzione del nuovo Chuck Pagano Mathis giocò come outside linebacker nel lato forte. Nella settimana 13 contro i Detroit Lions fece registrare il suo primo intercetto in carriera. Il 26 dicembre 2012 fu convocato per il suo quinto Pro Bowl. A fine anno fu classificato al numero 74 nella classifica dei migliori cento giocatori della stagione.
Nella settimana 2 della stagione 2013, Mathis mise a segno due sack su Ryan Tannehill dei Miami Dolphis e altri tre due settimane dopo nella agevole vittoria sui Jaguars. Nella settimana 5 mise a referto due sack su Russell Wilson e forzò un fumble, contribuendo ad infliggere ai Seattle Seahawks la prima sconfitta stagionale. Il grande 2013 di Mathis proseguì nella settimana 7 quando mise a referto due sack sull'ex compagno Peyton Manning e forzò un fumble nella gara vinta coi Denver Broncos. Il 31 ottobre fu premiato come miglior difensore della AFC del mese.
Nella settimana 15, Mathis stabilì i nuovo primati di franchigia per sack stagionali (16,5) e in carriera (110) mettendone a segno uno nel secondo tempo contro i Texans che forzò una safety sul quarterback Case Keenum. Il 27 dicembre fu premiato con la sesta convocazione al Pro Bowl in carriera. Con due sack nell'ultima gara della stagione, Mathis superò Robert Quinn arrivando a quota 19,5 in stagione, il massimo della lega, aggiudicandosi l'inaugurale Deacon Jones Award. A fine mese fu premiato come miglior difensore della AFC per le gare di dicembre e per la prima volta fu inserito nel First-team All-Pro dall'Associated Press.
Il 4 gennaio 2014, nel primo turno di playoff i Colts ospitarono i Kansas City Chiefs. Trovatisi in svantaggio per 38-10 nel terzo quarto, Mathis contribuì alla furiosa rimonta mettendo a segno un sack su Alex Smith con cui forzò un fumble recuperato dai suoi, con la sua squadra che andò a vincere per 45-44. La settimana successiva fece registrare ancora un sack e un fumble forzato ma la sua squadra fu eliminata dai Patriots. A fine anno fu votato al 19º posto nella NFL Top 100 dai suoi colleghi, il secondo giocatore a guadagnare più posizioni rispetto all'anno precedente, cinquantacinque
Il 16 maggio 2014, Mathis fu sospeso dalla lega per quattro partite per avere assunto un farmaco per la fertilità contenente sostanze vietate. La sua annata 2014 tuttavia terminò ancora prima iniziare, poiché il 7 settembre, mentre si stava allenando privatamente ad Atlanta, Mathis si ruppe il tendine d'Achille.
Nel penultimo turno della stagione 2015, Mathis mise a segno due sack su Ryan Tannehill dei Dolphins, il secondo dei quali in una situazione di quarto down vicino alla propria end zone che impedì agli avversari di segnare il touchdown della vittoria. Per questa prestazione fu premiato come difensore della AFC della settimana.
Mathis si ritirò alla fine della stagione 2016. Nell'ultima gara della carriera fu premiato come difensore della settimana della AFC dopo avere messo a segno 3 tackle, un sack e un fumble forzato nella vittoria contro i Jacksonville Jaguars.

## Palmarès

### Franchigia
- Super Bowl : 1

Indianapolis Colts: Super Bowl XLI
- American Football Conference Championship: 2

Indianapolis Colts: 2006, 2009

### Individuale
- Convocazioni al Pro Bowl: 6

2008, 2009, 2010, 2011, 2012, 2013
- First-team All-Pro: 1

2013
- Difensore dell'anno della AFC: 1

2013
- Difensore della AFC del mese: 2

ottobre e dicembre 2013
- Leader della NFL in sack/Deacon Jones Award: 1

2013
- Leader della NFL in fumble forzati: 3

2004, 2005, 2013
- Club dei 100 sack
- Ed Block Courage Award (2011)

## Statistiche
| Partite totali      | 192   |
| Partite da titolare | 121   |
| Tackle              | 527   |
| Sack                | 123,0 |
| Intercetti          | 1     |
| Fumble forzati      | 52    |